# Ferrières-en-Gâtinais
Ferrières-en-Gâtinais je francouzská obec v departementu Loiret v regionu Centre-Val de Loire. V roce 2011 zde žilo 3 462 obyvatel. Je centrem kantonu Ferrières-en-Gâtinais.

## Pamětihodnosti
- Klášter Ferrières – benediktinský klášter

## Vývoj počtu obyvatel
Počet obyvatel